# ISDA
La ISDA (acrónimo de International Swaps and Derivatives Association, en español Asociación Internacional de Swaps y Derivados) es una organización profesional que agrupa a los mayores actores del mercado de derivados.
El objetivo principal de la organización es establecer un marco de referencia mediante contratos estándar. La importancia de la organización en la negociación de este tipo de productos proviene de la bilateralidad de estos contratos (OTC - Over The Counter), es decir, que no se negocian en un mercado organizado abierto con reglas determinadas.
La organización ISDA ha establecido un contrato marco para operaciones en derivados entre las instituciones financieras. En el contrato marco se establecen las definiciones y condiciones generales que regulan cualquier derivado contratado entre dos instituciones financieras. La inclusión de un derivado contratado OTC entre dos instituciones financieras bajo el amparo de un contrato marco es voluntaria, pero suele hacerse ya que evita tener que redactar y negociar todas las condiciones y definiciones cada vez que se pacta una operación.
Diferentes anexos al contrato marco regulan las características específicas de los distintos derivados existentes, por ejemplo swaps, Derivados de crédito, derivados sobre Renta variable, etc.

## Historia
La ISDA se creó en 1985 como la International Swap Dealers Association (Asociación internacional de negociantes de permutas) y, más tarde, cambió su nombre al actual. 
El presidente de ISDA entre 1988 y 1992 Mark C. Brickell contribuyó de manera sustancial en el abandono de los intentos del Congreso de los Estados Unidos de regular estos productos derivados del crédito tanto en 1994 como en 1998.